# Ізопотенціальна точка
Ізопотенціальна точка (рос. изопотенциальная точка, англ. isopotential point) — для елемента з йонселективним електродом — область активності досліджуваних йонів, де електрорушійна сила елемента не залежить від температури. Така активність, та відповідна різниця потенціалів визначаються як ізопотенціальна точка.